# Rodolfo Rambozzi
Rodolfo Rambozzi (fl. XIX-XX secolo) è stato un tiratore di fune italiano.

## Biografia
Partecipò ai Giochi olimpici di Anversa 1920, nel tiro alla fune, dove la squadra italiana fu sconfitta sia nella semifinale per la medaglia d'oro dai Paesi Bassi sia in quella per il bronzo dagli Stati Uniti, in entrambi i casi per 2-0.